# Alicia Nitecki

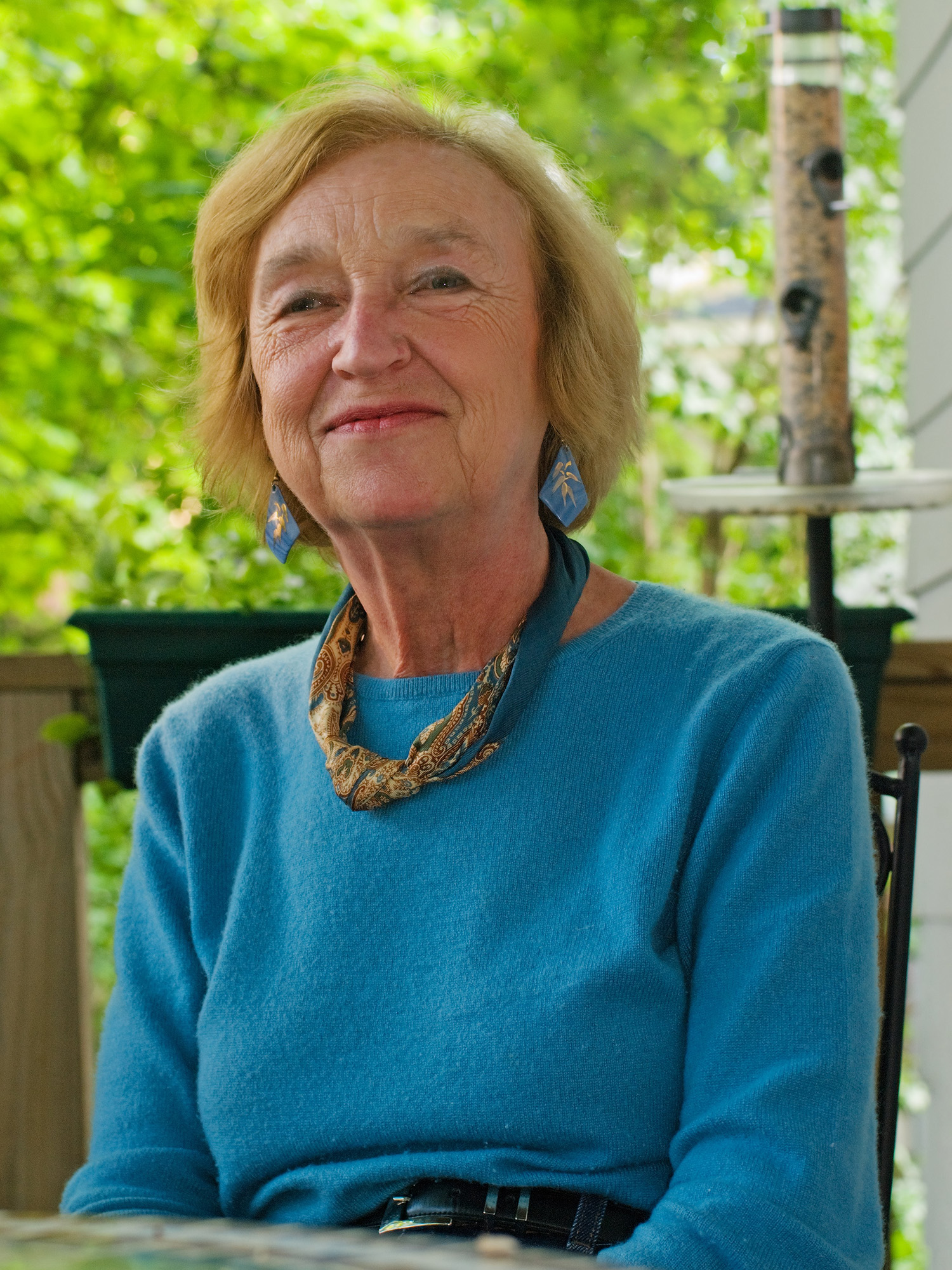
Alicia Nitecki (2009)

Alicia Nitecki (gebürtig Alicia Wysocka ; * 2. Januar 1942 in Warschau) ist eine US-amerikanische Autorin und Übersetzerin sowie Professorin für Englische Literatur an der Bentley University in Waltham (Massachusetts).

## Kindheit und Jugend in Europa
Von 1942 bis 1944 lebte Alicia Nitecki im von den Nationalsozialisten besetzten Warschau mit ihrer Familie, die der oberen Mittelschicht angehörte. Nach der Niederschlagung des Warschauer Aufstandes im August 1944 wurde sie zusammen mit ihrer Familie von den Nationalsozialisten nach Westdeutschland deportiert und lebte schließlich bis 1945 in einem Arbeitslager in Lauterbach (Schwarzwald).
Nach Kriegsende wurde die Familie in ein polnisches Flüchtlingslager in der Nähe von Nantes (Frankreich) gebracht und anschließend nach Carqueiranne in Südfrankreich, wo Alicia Nitecki bis 1947 eine französische Grundschule besuchte.
Im April 1948 kam die Familie nach England und wechselte häufig den Wohnsitz, was für Alicia häufigen Schulwechsel mit sich brachte. Sie legte ihr Eleven-Plus-Examen an der anglikanischen Schule in Scalford in Leicestershire ab und nach einem weiteren Umzug nach Derby besuchte sie dort eine Grammar School und später eine katholische Schule, von der sie 1960 an die University of Sheffield wechselte, um Englische Literatur zu studieren.
Nach ihrem Abschluss in Sheffield nahm sie zunächst an einem Sekretärinnenkurs am City of London College teil und arbeitete dann als Sekretärin und zusätzlich als Babysitter, unter anderem für die Familie des US-amerikanischen Literaturwissenschaftlers Richard Ellman, der ihr vorschlug, ihre Studien in Englischer Literatur in den USA fortzusetzen und ihr eine Empfehlung schrieb. 1966 wurde Alicia Nitecki an der Universität des Staates New York in Buffalo angenommen.

## Akademische Laufbahn in den USA
In Buffalo legte Nitecki das Master-Examen ab und wechselte dann als Doktorandin an die Kent State University in Ohio, wo sie 1976 bei J. L. Baird zum Dr. phil promovierte. Seit 1980 ist sie Professorin für Englische Literatur an der Bentley University.
Niteckis wissenschaftliches Interesse galt der Mittelenglischen Literatur, doch bald begann sie sich auch für Literatur zum Holocaust zu interessieren, besonders nach ihrer ersten Reise nach Deutschland, wo sie das Konzentrationslager Flossenbürg besuchte, wo ihr Großvater eingesperrt war.
Ihr Interesse an Holocaustliteratur galt Tadeusz Borowski und anderen polnischen Schriftstellern, die den Holocaust überlebt hatten. Bald begann sie mit polnisch-englischen Übersetzungen in kleinerem Umfang, ehe sie dann im Jahr 2000 Borowskis „Wir waren in Auschwitz“ übersetzte und 2002 Henryk Grynbergs Drohobycz. Weitere Übersetzungen:
- Halina Nelken: And Yet, I Am Here, transl. Nelken, Nitecki, University of Massachusetts Press, 1999 (Paperback 2001)
- Tadeusz Drewnowski: Postal Indiscretions: The Correspondence of Tadeusz Borowski, transl. A. Nitecki Northwestern U. Press, 2007
- Mieczyslaw Lurczynski: The Old Guard, trans. A. Nitecki SUNY Press, für 2009 geplant

Nitecki hat auch zahlreiche Aufsätze in amerikanischen und deutschen Zeitschriften veröffentlicht sowie Vorträge sowohl zur mittelenglischen Literatur als auch zum Holocaust in Darstellungen polnischer Autoren gehalten.
Sie ist mit Zbigniew Nitecki verheiratet und hat eine Tochter.

## Hauptwerke
- Figures of Old Age in Fourteenth Century English Literature, in Aging and the Aged in Medieval Europe, edited by Michael M. Sheehan. Pontifical Institute Press, 1990.
- Recovered Land, The University of Massachusetts Press 1995 ISBN 0-87023-976-7
- Jakub's world : a boy's story of loss and survival in the holocaust (with Jack Terry), Albany : State University of New York Press, 2005. ISBN 0-7914-6407-5